# Shotaro Ihata
Shotaro Ihata (井畑 翔太郎 Ihata Shotaro?, nacido el 12 de febrero de 1987 en Shizuoka) es un exfutbolista japonés. Jugaba de delantero y su último club fue el Albirex Niigata Singapur.

## Trayectoria

### Clubes
| Club                     | País     | Año         |
| ------------------------ | -------- | ----------- |
| Roasso Kumamoto          | Japón    | 2009 - 2010 |
| Albirex Niigata Singapur | Singapur | 2011        |
| Home United FC           | Singapur | 2012        |
| Geylang United           | Singapur | 2013        |
| Albirex Niigata Singapur | Singapur | 2015        |